# Devoli
El Devoli o Devoll (en albanés: Devoll) es un río del sur de Albania, uno de los que, al unirse, originan el Seman. Tiene 196 km de longitud y su cuenca abarca 3130 km². Su caudal medio es de 49,5 m³/s.

## Curso
Nace en la parte suroeste del municipio de Devoll, cerca de la frontera griega. Corre inicialmente hacia el noreste y cruza Miras, luego vira al norte y atraviesa Bilisht, gira nuevamente en dirección noroeste camino de Progër, Pojan (en el norte de la llanura de Coriza, que era pantanosa hasta después de la Segunda Guerra Mundial), Maliq, Moglicë, Kodovjat, Gramsh (donde crea un gran lago) y Gostimë, donde gira nuevamente, esta vez hacia el sur. Se une al Osum cerca de Kuçovë y forma el Seman. Este crea un pequeño delta al sur de la laguna de Karavasta, ya a orillas del mar Adriático.

## Aprovechamiento
Hay varias centrales hidroeléctricas en construcción o en diseño en el río Devoll. La empresa albanesa Devoll Hydropower, propiedad de la empresa noruega Statkraft y operada por ella, está construyendo dos centrales hidroeléctricas cerca de Banjë y de Moglicë, cuya capacidad es de 242 MW. La decisión de si se construirá una tercera planta cerca de Kokel se tomará cuando se completen las dos primeras presas.
Durante 1970, una parte significativa del caudal del río se desvió hacia el pequeño lago Prespa con la intención de utilizarlo durante el verano como almacén de agua para el riego. La gran cantidad de sólidos en suspensión que lleva el agua del río originó una notable sedimentación en la parte albanesa del lago. El trasvase ha dejado de hacerse recientemente.

## Historia
Bohemundo de Tarento y el emperador bizantino Alejo I se reunieron en algún lugar del valle del río en 1108 y llegaron a un acuerdo entre ambos, tras la Primera cruzada. Este tratado lleva el nombre de la fortaleza bizantina de Devol, en la moderna Albania. Aunque el tratado no se aplicó de inmediato, debía hacer al príncipe de Antioquía vasallo del emperador bizantino.